# 雅号
雅号（がごう）は、文人・画家・書家などが、本名以外につける風雅な名のことである。

## 概要
雅号の風習は中国から伝わったものである。特に、俳人であれば俳号（俳名）、吟詠家であれば吟号などともいう。ここで本名とは明治維新以前に公的に用いられた「本姓・氏（ウヂ）」＋「諱」（朝廷との関係における公式名）、「家名・名字」＋「通称」（封建的主従関係における公式名）、及びこれらの構成要素あるいは明治維新以降の公的人名である戸籍名を指す。
本来、自らが自由に名乗るものではあるが、今日の習い事などにおいては、師匠につけて貰う、師匠から一字を貰う、技術段階（段位等）によって決まった字を用いる、といった制約がある場合もある。しかしその場合でも、技術段階によって雅号を改めることが多い。
江戸時代までは上記のように、個人の名前は姓と諱、名字と通称、さらには字など、複数の名前を一人が持つことが認められてきた。しかし、明治時代になると氏名が戸籍に記録され、それ以外の名前を持つことは禁じられた。これに反発する形で、「雅号」が当時の知識人に多く見られるようになった。明治初期の文人に漱石や鷗外のような雅号を使用している者が多いのはそのためである。また、知識人以外にも、軍人や商人など、およそ文化とは関係ない者まで使用する流行となった。これが逆に知識人の反発を招き、堺利彦のように「『枯川』といふ号は使用しません」と、雅号の使用をやめるものが増え、大正期には雅号の流行は終わり、一部の使用にとどまっている。

## 有名な雅号の例

### 専ら字よりも雅号で知られる人物
- 素行：山鹿素行で知られる。山鹿義矩。
- 応挙：円山応挙で知られる。円山岩次郎。
- 白石：新井白石で知られる。新井勘解由君美。
- 南畝：太田南畝で知られる。太田直次郎。
- 梧陵：濱口梧陵で知られる。濱口成則 / 7代目濱口儀兵衛。
- 松陰：吉田松陰で知られる。吉田寅次郎矩方。
- 海舟：勝海舟で知られる。勝安房守義邦 / 勝安芳。
- 篁村：饗庭篁村で知られる。饗庭與三郎。
- 學海：依田學海で知られる。依田百川。
- 青崖：国分青崖で知られる。国分高胤。
- 緑雨：斎藤緑雨で知られる。斎藤賢。
- 羯南：陸羯南で知られる。陸実。
- 孤蝶：馬場孤蝶で知られる。馬場勝弥。
- 水蔭：江見水蔭で知られる。江見忠功。
- 別天：長沢別天で知られる。長沢説。
- 湖南：内藤湖南で知られる。内藤炳卿。
- 愛山：山路愛山で知られる。山路彌吉。
- 嶺雲：田岡嶺雲で知られる。田岡佐代。
- 仰天子：武田仰天子で知られる。武田頴。
- 浪六：村上浪六で知られる。村上信。
- 三昧：宮崎三昧で知られる。宮崎璋蔵。
- 逍遥：坪内逍遥で知られる。坪内雄蔵。
- 美妙：山田美妙で知られる。山田武太郎。
- 蘇峰：徳富蘇峰で知られる。徳富猪一郎。
- 蘆花：徳冨蘆花で知られる。徳富健次郎。
- 烏水：小島烏水で知られる。小島久太。
- 鉄腸：末広鉄腸で知られる。末広重恭。
- 東海散士：東海散士で知られる。柴四朗。
- 湘煙：中島湘煙で知られる。中島俊子。
- 眉山：川上眉山で知られる。川上亮。
- 紅葉：尾崎紅葉で知られる。尾崎徳太郎。
- 露伴：幸田露伴で知られる。幸田成行。
- 鷗外：森鷗外で知られる。森林太郎。
- 漱石：夏目漱石で知られる。夏目金之助。
- 子規：正岡子規で知られる。正岡常規。
- 秋水：幸徳秋水で知られる。幸徳伝次郎。
- 透谷：北村透谷で知られる。北村門太郎。
- 天心：岡倉天心で知られる。岡倉覚三。
- 藤村：島崎藤村で知られる。島崎春樹。
- 秋声：徳田秋声で知られる。徳田末雄。
- 花袋：田山花袋で知られる。田山録弥。
- 泡鳴：岩野泡鳴で知られる。岩野美衛。
- 白鳥：正宗白鳥で知られる。正宗忠夫。
- 綺堂：岡本綺堂で知られる。岡本敬二。
- 魯庵：内田魯庵で知られる。内田貢。
- 介山：中里介山で知られる。中里弥之助。
- 烏石：松下烏石で知られる。松下辰。
- 小波：巖谷小波で知られる。巖谷季雄。
- 思軒：森田思軒で知られる。森田文蔵。
- 如是閑：長谷川如是閑で知られる。長谷川萬次郎。
- 雪嶺：三宅雪嶺で知られる。三宅雄二郎。
- 乙羽：大橋乙羽で知られる。大橋又太郎。
- 曙山：前田曙山で知られる。前田次郎。
- 思案：石橋思案で知られる。石橋助三郎。
- 如電：大槻如電で知られる。大槻清修。
- 鳶魚：三田村鳶魚で知られる。三田村万次郎。

### 雅号で呼ばれることもある人物
- 南洲：西郷隆盛 （南洲神社で有名）
- 甲東：大久保利通
- 松菊：木戸孝允
- 東行：高杉晋作
- 世外：井上馨
- 木堂：犬養毅
- 咢堂：尾崎行雄
- 春畝：伊藤博文
- 無形 : 板垣退助
- 桜痴：福地源一郎
- 含雪：山縣有朋
- 逸翁：小林一三
- 孤雁：吉江喬松
- 鈍翁：益田孝
- 耳庵：松永安左エ門
- 三溪：原富太郎
- 秋艸道人：会津八一
- 越山 : 田中角栄